# Bear Stearns
Bear Stearns – amerykański bank inwestycyjny z siedzibą w Nowym Jorku założony w 1923 r.
Upadek jego dwóch funduszy inwestycyjnych stanowił preludium globalnego kryzysu finansowego. W wyniku kryzysu kredytowego na rynku amerykańskim został sprzedany w roku 2008 holdingowi JPMorgan Chase za cenę $10 za akcję (przed kryzysem 1 akcja była wyceniana na $133,20).